# Miller (családnév)
A Miller régi angol családnév. Eredetileg foglalkozásnév volt, jelentése:  az étkezéshez szükséges magvak őrlését végző mesterember.

## Más nyelvekben
- Magnaio – olaszul
- Melnicsar (Мелничар) – bolgárul
- Melnyik (Мельник) – oroszul, ukránul
- Meunier – franciául
- Mlinar, Mlinar (Млинар) – horvátul, szlovénül és szerbül
- Mlynár – szlovákul
- Mlynář – csehül
- Młynarz, Młynarski, Młynarik, Młynarczyk, Młynarzewski – lengyelül
- Moleiro – portugálul
- Molenaar – hollandul
- Molinero – katalánul
- Molinero – spanyolul
- Molnár – magyarul
- Moraru – románul
- Müller – németül

## Híres Miller nevű személyek

### Színház és filmművészet
- George Miller (1945–) ausztrál filmrendező, forgatókönyvíró, producer
- Sienna Miller (1981–) amerikai színésznő
- Wentworth Miller (1972–) amerikai színész
- Miller Zoltán (1973–) magyar színész, énekes

### Zene
- Miller Lajos (1940–) Kossuth-díjas és Liszt Ferenc-díjas magyar operaénekes
- Marcus Miller (1959–) amerikai jazz-zenész, zeneszerző és producer
- Phil Miller (1949–2017) angol progresszív rock/jazz gitáros

### Politika
- George Miller (1945–) amerikai politikus
- William Miller (1782–1849) amerikai adventista prédikátor

### Sport
- Bode Miller (1977–) amerikai alpesi síző
- Inger Miller (1972–) olimpiai és világbajnok amerikai atléta
- Ishmael Miller (1987–) angol labdarúgó
- Kenny Miller (1979–) skót labdarúgó
- Lennox Miller (1946–2004) olimpiai ezüst- és bronzérmes jamaicai atléta
- Paul Miller (1959–) amerikai jégkorongozó

### Tudomány
- Alice Miller (1923–2010) lengyel zsidó származású pszichológus
- Geoffrey Miller (1965–) evolúciós pszichológus
- George Armitage Miller (1920–2012) amerikai pszichológus
- Gerrit Smith Miller, Jr. (1869–1956) amerikai zoológus
- Miller Jakab Ferdinánd (1749–1823) jogakadémiai tanár, könyvtáros
- Philip Miller (1691–1771) skót botanikus